# Copa Libertadores 2019
Navigation
Édition précédente Édition suivante
La Copa Libertadores 2019 est la 60e édition de la Copa Libertadores. Le club vainqueur de la compétition est désigné champion d'Amérique du Sud 2019. Le vainqueur représente alors la CONMEBOL lors de la Coupe du monde des clubs 2019 et de la Recopa Sudamericana 2020.
À partir de cette édition et pour la première fois la finale de la Copa Libertadores se jouera en un match unique dans une ville désignée par avance. La finale 2019 (initialement prévue à Santiago, au Chili, à l'Estadio Nacional de Chile) se jouera finalement à Lima, au Pérou, à l'Estadio Monumental.

## Participants
| Nation                | Club                                    | Mode de qualification                                       | Entrée en lice            |
| Argentine 6+1 équipes |                                         |                                                             |                           |
| River Plate           | Vainqueur Copa Libertadores 2018        | Phase de groupes                                            |                           |
| Boca Juniors          | Champion d'Argentine 2017-2018          | Phase de groupes                                            |                           |
| Godoy Cruz            | Vice-Champion d'Argentine 2017-2018     | Phase de groupes                                            |                           |
| Rosario Central       | Vainqueur Coupe d'Argentine             | Phase de groupes                                            |                           |
| CA San Lorenzo        | 3e du championnat d'Argentine 2017-2018 | Phase de groupes                                            |                           |
| CA Huracán            | 4e du championnat d'Argentine 2017-2018 | Phase de groupes                                            |                           |
| CA Talleres           | 5e du championnat d'Argentine 2017-2018 | Second tour préliminaire                                    |                           |
| Bolivie 4 équipes     | Jorge Wilstermann                       | Vainqueur du Tournoi Apertura 2018                          | Phase de groupes          |
| Bolivie 4 équipes     | CD San José                             | Vainqueur du Tournoi Clausura 2018                          | Phase de groupes          |
| Bolivie 4 équipes     | The Strongest                           | 2e Tournoi Clausura 2018                                    | Second tour préliminaire  |
| Bolivie 4 équipes     | Club Bolívar                            | Meilleur club non qualifié du classement cumulé             | Premier tour préliminaire |
| Brésil 7+1 équipes    |                                         |                                                             |                           |
| Athletico Paranaense  | Vainqueur Copa Sudamericana 2018        | Phase de groupes                                            |                           |
| SE Palmeiras          | Champion 2018                           | Phase de groupes                                            |                           |
| Cruzeiro EC           | Coupe du Brésil 2018                    | Phase de groupes                                            |                           |
| CR Flamengo           | Vice-Champion 2018                      | Phase de groupes                                            |                           |
| SC Internacional      | 3e du Championnat 2018                  | Phase de groupes                                            |                           |
| Grêmio Porto Alegre   | 4e du Championnat 2018                  | Phase de groupes                                            |                           |
| São Paulo FC          | 5e du Championnat 2018                  | Second tour préliminaire                                    |                           |
| Atlético Mineiro      | 6e du Championnat 2018                  | Second tour préliminaire                                    |                           |
| Chili 4 équipes       | Universidad Católica                    | Vainqueur du Championnat 2018                               | Phase de groupes          |
| Chili 4 équipes       | Universidad de Concepción               | 2e du Championnat 2018                                      | Phase de groupes          |
| Chili 4 équipes       | Universidad de Chile                    | 3e du Championnat 2018                                      | Second tour préliminaire  |
| Chili 4 équipes       | CD Palestino                            | Vainqueur de la Copa Chile 2018                             | Second tour préliminaire  |
| Colombie 4 équipes    | Deportes Tolima                         | Vainqueur de la Categoría Primera A 2018                    | Phase de groupes          |
| Colombie 4 équipes    | Atlético Junior                         | Vainqueur du Torneo Finalización 2018                       | Phase de groupes          |
| Colombie 4 équipes    | Independiente Medellín                  | 2e du classement cumulé de la Categoría Primera A 2018      | Second tour préliminaire  |
| Colombie 4 équipes    | Atlético Nacional                       | Vainqueur Coupe de Colombie                                 | Second tour préliminaire  |
| Équateur 4 équipes    | LDU Quito                               | Champion 2018 Campeonato Ecuatoriano de Fútbol Serie A      | Phase de groupes          |
| Équateur 4 équipes    | CS Emelec                               | Vice-champion 2018 Campeonato Ecuatoriano de Fútbol Serie A | Phase de groupes          |
| Équateur 4 équipes    | Barcelona SC                            | 1er du classement cumulé du championnat d'Équateur 2018     | Second tour préliminaire  |
| Équateur 4 équipes    | Delfín SC                               | 2e du classement cumulé du championnat d'Équateur 2018      | Premier tour préliminaire |
| Paraguay 4 équipes    | Club Olimpia                            | 1er du classement cumulé du championnat du Paraguay 2018    | Phase de groupes          |
| Paraguay 4 équipes    | Cerro Porteño                           | 2e du classement cumulé du championnat du Paraguay 2018     | Phase de groupes          |
| Paraguay 4 équipes    | Club Libertad                           | 3e du classement cumulé du championnat du Paraguay 2018     | Second tour préliminaire  |
| Paraguay 4 équipes    | Club Nacional                           | 4e du classement cumulé du championnat du Paraguay 2018     | Premier tour préliminaire |
| Pérou 4 équipes       | Sporting Cristal                        | Champion du Pérou 2018                                      | Phase de groupes          |
| Pérou 4 équipes       | Alianza Lima                            | Vice-champion du Pérou 2018                                 | Phase de groupes          |
| Pérou 4 équipes       | FBC Melgar                              | 3e du championnat du Pérou 2018                             | Second tour préliminaire  |
| Pérou 4 équipes       | Real Garcilaso                          | Meilleur club au classement cumulé non qualifié             | Premier tour préliminaire |
| Uruguay 4 équipes     | CA Peñarol                              | Champion d'Uruguay 2018                                     | Phase de groupes          |
| Uruguay 4 équipes     | Club Nacional                           | Vice-champion d'Uruguay 2018                                | Phase de groupes          |
| Uruguay 4 équipes     | Danubio FC                              | 3e du championnat d'Uruguay 2018                            | Second tour préliminaire  |
| Uruguay 4 équipes     | Defensor SC                             | 4e du championnat d'Uruguay 2018                            | Premier tour préliminaire |
| Venezuela 4 équipes   | Zamora FC                               | Champion du Venezuela 2018                                  | Phase de groupes          |
| Venezuela 4 équipes   | CD Lara                                 | 2e du championnat du Venezuela 2018                         | Phase de groupes          |
| Venezuela 4 équipes   | Caracas FC                              | 1er du classement cumulé du championnat du Venezuela 2018   | Second tour préliminaire  |
| Venezuela 4 équipes   | Deportivo La Guaira                     | 2e du classement cumulé du championnat du Venezuela 2018    | Premier tour préliminaire |

## Compétition

### Premier tour préliminaire
Les équipes classées 4e des six nations les moins performantes (Bolivie, Uruguay, Équateur, Pérou, Paraguay et Venezuela) entrent en lice pour décrocher l'une des trois places pour le second tour préliminaire. Les rencontres ont lieu les 22 et 31 janvier 2019. Le tirage au sort de tous les tours préliminaires et des poules a lieu le 17 décembre 2018 au Paraguay.
| Match | Équipe 1            | Résultat | Équipe 2       | Aller | Retour |
| ----- | ------------------- | -------- | -------------- | ----- | ------ |
| Q1    | Delfín SC           | 5-1      | Club Nacional  | 3-0   | 2-1    |
| Q2    | Deportivo La Guaira | 2(E)-2   | Real Garcilaso | 1-0   | 1-2    |
| Q3    | Club Bolívar        | 5-6      | Defensor SC    | 2-4   | 3-2    |

- (E) : Règle des buts marqués à l'extérieur

### Deuxième tour préliminaire
Les trois équipes qualifiées rejoignent treize clubs entrant en lice lors de ce second tour. Les rencontres  ont lieu entre le 5 février et le 14 février 2019.
| Match | Équipe 1               | Résultat     | Équipe 2               | Aller | Retour |
| ----- | ---------------------- | ------------ | ---------------------- | ----- | ------ |
| 1     | Danubio FC             | 4-5          | Atlético Mineiro       | 2-2   | 2-3    |
| 2     | FBC Melgar             | 1-0          | Universidad de Chile   | 1-0   | 0-0    |
| 3     | The Strongest          | 2-6          | Club Libertad          | 1-1   | 1-5    |
| 4     | CD Palestino           | 2-2 (4:1tab) | Independiente Medellín | 1-1   | 1-1    |
| 5     | Club Atlético Talleres | 2-0          | São Paulo FC           | 2-0   | 0-0    |
| 6     | Deportivo La Guaira    | 0-1          | Atlético Nacional      | 0-1   | 0-0    |
| 7     | Delfín SC              | 1-1(E)       | Caracas FC             | 1-1   | 0-0    |
| 8     | Defensor SC            | 3-1          | Barcelona SC           | 3-0*  | 0-1    |

- Le résultat du match aller Barcelona Sporting Club contre Defensor SC (2-1) a été modifié par la fédération à la suite de l'emploi d'un joueur non admissible, victoire 3-0 pour le club uruguayen[4].

### Troisième tour préliminaire
Les huit clubs qualifiés s'affrontent pour déterminer les quatre équipes qualifiées pour la phase de groupes. Deux équipes éliminées à ce stade de la compétition sont repêchées en Copa Sudamericana 2019. Les rencontres aller ont lieu entre le 19 et le 21 février 2019, les rencontres retour entre le 26 et le 28 février 2019.
| Match | Équipe 1      | Résultat     | Équipe 2          | Aller | Retour |
| ----- | ------------- | ------------ | ----------------- | ----- | ------ |
| Q1    | Defensor SC   | 0-2          | Atlético Mineiro  | 0-2   | 0-0    |
| Q2    | FBC Melgar    | 3-2          | Caracas FC        | 2-0   | 1-2    |
| Q3    | Club Libertad | 1-1 (5:4tab) | Atlético Nacional | 1-0   | 0-1    |
| Q4    | CA Talleres   | 3-4          | CD Palestino      | 2-2   | 1-2    |

- Atlético Nacional et Caracas FC sont repêchés en Copa Sudamericana 2019.

### Phase de groupes
Les quatre qualifiés via les tours préliminaires rejoignent les 28 équipes entrant en lice lors de la phase de poules. Les 32 formations sont réparties en huit poules de quatre et s'affrontent à deux reprises. Les deux premiers se qualifient pour les huitièmes de finale, les huit troisièmes sont repêchés en Copa Sudamericana 2019 et les quatrièmes sont éliminés.
- Première journée : 5 au 7 mars 2019
- Deuxième journée : 12 au 14 mars 2019
- Troisième journée : 26 au 28 mars 2019
- Quatrième journée : 9 au 11 avril 2019
- Cinquième journée : 23 au 25 avril 2019
- Sixième journée : 7 au 9 mai 2019

Légende des classements
- Qualifié pour les huitièmes de finale
- Repêché en Copa Sudamericana 2019

#### Groupe A
| Rang | Équipe           | Pts | J | G | N | P | Bp | Bc | Diff |
| ---- | ---------------- | --- | - | - | - | - | -- | -- | ---- |
| 1    | SC Internacional | 14  | 6 | 4 | 2 | 0 | 11 | 6  | +5   |
| 2    | River Plate      | 10  | 6 | 2 | 4 | 0 | 10 | 5  | +5   |
| 3    | CD Palestino     | 7   | 6 | 2 | 1 | 3 | 7  | 7  | 0    |
| 4    | Alianza Lima     | 1   | 6 | 0 | 1 | 5 | 2  | 12 | -10  |

#### Groupe B
| Rang | Équipe      | Pts | J | G | N | P | Bp | Bc | Diff |
| ---- | ----------- | --- | - | - | - | - | -- | -- | ---- |
| 1    | Cruzeiro EC | 15  | 6 | 5 | 0 | 1 | 11 | 2  | +9   |
| 2    | CS Emelec   | 9   | 6 | 2 | 3 | 1 | 6  | 5  | +1   |
| 3    | CD Lara     | 5   | 6 | 1 | 2 | 3 | 4  | 10 | -6   |
| 4    | CA Huracán  | 4   | 6 | 1 | 1 | 4 | 5  | 9  | -4   |

#### Groupe C
| Rang | Équipe                    | Pts | J | G | N | P | Bp | Bc | Diff |
| ---- | ------------------------- | --- | - | - | - | - | -- | -- | ---- |
| 1    | Club Olimpia              | 9   | 6 | 2 | 3 | 1 | 9  | 6  | +3   |
| 2    | Godoy Cruz                | 9   | 6 | 2 | 3 | 1 | 5  | 3  | +2   |
| 3    | Sporting Cristal          | 7   | 6 | 2 | 1 | 3 | 8  | 11 | -3   |
| 4    | Universidad de Concepción | 6   | 6 | 1 | 3 | 2 | 9  | 11 | -2   |

#### Groupe D
| Rang | Équipe      | Pts | J | G | N | P | Bp | Bc | Diff |
| ---- | ----------- | --- | - | - | - | - | -- | -- | ---- |
| 1    | CR Flamengo | 10  | 6 | 3 | 1 | 2 | 11 | 5  | +6   |
| 2    | LDU Quito   | 10  | 6 | 3 | 1 | 2 | 12 | 8  | +4   |
| 3    | CA Peñarol  | 10  | 6 | 3 | 1 | 2 | 7  | 5  | +2   |
| 4    | CD San José | 4   | 6 | 1 | 1 | 4 | 7  | 19 | -12  |

#### Groupe E
| Rang | Équipe           | Pts | J | G | N | P | Bp | Bc | Diff |
| ---- | ---------------- | --- | - | - | - | - | -- | -- | ---- |
| 1    | Cerro Porteño    | 13  | 6 | 4 | 1 | 1 | 10 | 5  | +5   |
| 2    | Club Nacional    | 13  | 6 | 4 | 1 | 1 | 5  | 2  | +3   |
| 3    | Atlético Mineiro | 6   | 6 | 2 | 0 | 4 | 6  | 10 | -4   |
| 4    | Zamora FC        | 3   | 6 | 1 | 0 | 5 | 6  | 10 | -4   |

#### Groupe F
| Rang | Équipe          | Pts | J | G | N | P | Bp | Bc | Diff |
| ---- | --------------- | --- | - | - | - | - | -- | -- | ---- |
| 1    | SE Palmeiras    | 15  | 6 | 5 | 0 | 1 | 13 | 1  | +12  |
| 2    | CA San Lorenzo  | 10  | 6 | 3 | 1 | 2 | 4  | 2  | +2   |
| 3    | FBC Melgar      | 7   | 6 | 2 | 1 | 3 | 2  | 9  | -7   |
| 4    | Atlético Junior | 3   | 6 | 1 | 0 | 5 | 1  | 8  | -7   |

#### Groupe G
| Rang | Équipe               | Pts | J | G | N | P | Bp | Bc | Diff |
| ---- | -------------------- | --- | - | - | - | - | -- | -- | ---- |
| 1    | Boca Juniors         | 11  | 6 | 3 | 2 | 1 | 11 | 6  | +5   |
| 2    | Athletico Paranaense | 9   | 6 | 3 | 0 | 3 | 11 | 6  | +5   |
| 3    | Deportes Tolima      | 8   | 6 | 2 | 2 | 2 | 7  | 8  | -1   |
| 4    | Jorge Wilstermann    | 5   | 6 | 1 | 2 | 3 | 5  | 14 | -9   |

#### Groupe H
| Rang | Équipe               | Pts | J | G | N | P | Bp | Bc | Diff |
| ---- | -------------------- | --- | - | - | - | - | -- | -- | ---- |
| 1    | Club Libertad        | 12  | 6 | 4 | 0 | 2 | 11 | 7  | +4   |
| 2    | Grêmio Porto Alegre  | 10  | 6 | 3 | 1 | 2 | 8  | 4  | +4   |
| 3    | Universidad Católica | 7   | 6 | 2 | 1 | 3 | 7  | 11 | -4   |
| 4    | Rosario Central      | 5   | 6 | 1 | 2 | 3 | 6  | 10 | -4   |

### Phase finale

#### Classement des équipes qualifiées
| 1                                                       | SE Palmeiras         | 15 | +12 |
| 2                                                       | Cruzeiro EC          | 15 | +9  |
| 3                                                       | SC Internacional     | 14 | +5  |
| 4                                                       | Cerro Porteño        | 13 | +5  |
| 5                                                       | Club Libertad        | 12 | +4  |
| 6                                                       | Boca Juniors         | 11 | +5  |
| 7                                                       | CR Flamengo          | 10 | +6  |
| 8                                                       | Olimpia              | 9  | +3  |
| 9                                                       | Club Nacional        | 13 | +3  |
| 10                                                      | River Plate          | 10 | +5  |
| 11                                                      | LDU Quito            | 10 | +4  |
| 12                                                      | Grêmio Porto Alegre  | 10 | +4  |
| 13                                                      | CA San Lorenzo       | 10 | +2  |
| 14                                                      | Athletico Paranaense | 9  | +5  |
| 15                                                      | Godoy Cruz           | 9  | +2  |
| 16                                                      | CS Emelec            | 9  | +1  |
| Légende: - Vainqueurs de groupe. - Deuxièmes de groupe. |                      |    |     |

#### Tableau final
Les matchs de la phase finale des huitièmes, quarts et demi finales sont à élimination directe. En cas de match nul sur le score cumulé, une séance de tirs au but est directement jouée pour déterminer le vainqueur, sans passer par une prolongation.
Le tirage au sort a été effectué le 13 mai 2019, les vainqueurs des poules sont placés dans le pot 1 et les deuxièmes dans le pot 2.
|  | Huitièmes de finale  | Huitièmes de finale | Huitièmes de finale |                     |   | Quarts de finale | Quarts de finale | Quarts de finale |  |  | Demi-finales | Demi-finales | Demi-finales |  |  | Finale | Finale |
|  |                      |                     |                     |                     |   |                  |                  |                  |  |  |              |              |              |  |  |        |        |
|  |                      |                     |                     |                     |   |                  |                  |                  |  |  |              |              |              |  |  |        |        |
|  |                      |                     |                     |                     |   |                  |                  |                  |  |  |              |              |              |  |  |        |        |
|  | River Plate          | 0                   | 0 (4)               |                     |   |                  |                  |                  |  |  |              |              |              |  |  |        |        |
|  | River Plate          | 0                   | 0 (4)               |                     |   |                  |                  |                  |  |  |              |              |              |  |  |        |        |
|  | Cruzeiro EC          | 0                   | 0 (2)               |                     |   |                  |                  |                  |  |  |              |              |              |  |  |        |        |
|  | Cruzeiro EC          | 0                   | 0 (2)               | River Plate         | 2 | 1                |                  |                  |  |  |              |              |              |  |  |        |        |
|  |                      |                     |                     | River Plate         | 2 | 1                |                  |                  |  |  |              |              |              |  |  |        |        |
|  |                      | Cerro Porteño       | 0                   | 1                   |   |                  |                  |                  |  |  |              |              |              |  |  |        |        |
|  | CA San Lorenzo       | Cerro Porteño       | 0                   | 1                   | 0 | 1                |                  |                  |  |  |              |              |              |  |  |        |        |
|  | CA San Lorenzo       |                     |                     |                     | 0 | 1                |                  |                  |  |  |              |              |              |  |  |        |        |
|  | Cerro Porteño        | 0                   | 2                   |                     |   |                  |                  |                  |  |  |              |              |              |  |  |        |        |
|  | Cerro Porteño        | 0                   | 2                   | River Plate         | 2 | 0                |                  |                  |  |  |              |              |              |  |  |        |        |
|  |                      |                     |                     | River Plate         | 2 | 0                |                  |                  |  |  |              |              |              |  |  |        |        |
|  |                      | Boca Juniors        | 0                   | 1                   |   |                  |                  |                  |  |  |              |              |              |  |  |        |        |
|  | LDU Quito            | Boca Juniors        | 0                   | 1                   | 3 | 1                |                  |                  |  |  |              |              |              |  |  |        |        |
|  | LDU Quito            |                     |                     |                     | 3 | 1                |                  |                  |  |  |              |              |              |  |  |        |        |
|  | Club Olimpia         | 1                   | 1                   |                     |   |                  |                  |                  |  |  |              |              |              |  |  |        |        |
|  | Club Olimpia         | 1                   | 1                   | LDU Quito           | 0 | 0                |                  |                  |  |  |              |              |              |  |  |        |        |
|  |                      |                     |                     | LDU Quito           | 0 | 0                |                  |                  |  |  |              |              |              |  |  |        |        |
|  |                      | Boca Juniors        | 3                   | 0                   |   |                  |                  |                  |  |  |              |              |              |  |  |        |        |
|  | Athletico Paranaense | Boca Juniors        | 3                   | 0                   | 0 | 0                |                  |                  |  |  |              |              |              |  |  |        |        |
|  | Athletico Paranaense |                     |                     |                     | 0 | 0                |                  |                  |  |  |              |              |              |  |  |        |        |
|  | Boca Juniors         | 1                   | 2                   |                     |   |                  |                  |                  |  |  |              |              |              |  |  |        |        |
|  | Boca Juniors         | 1                   | 2                   | River Plate         | 1 |                  |                  |                  |  |  |              |              |              |  |  |        |        |
|  |                      |                     |                     | River Plate         | 1 |                  |                  |                  |  |  |              |              |              |  |  |        |        |
|  |                      | CR Flamengo         | 2                   |                     |   |                  |                  |                  |  |  |              |              |              |  |  |        |        |
|  | Godoy Cruz           | CR Flamengo         | 2                   | 2                   | 0 |                  |                  |                  |  |  |              |              |              |  |  |        |        |
|  | Godoy Cruz           |                     |                     | 2                   | 0 |                  |                  |                  |  |  |              |              |              |  |  |        |        |
|  | SE Palmeiras         | 2                   | 4                   |                     |   |                  |                  |                  |  |  |              |              |              |  |  |        |        |
|  | SE Palmeiras         | 2                   | 4                   | SE Palmeiras        | 1 | 1                |                  |                  |  |  |              |              |              |  |  |        |        |
|  |                      |                     |                     | SE Palmeiras        | 1 | 1                |                  |                  |  |  |              |              |              |  |  |        |        |
|  |                      | Grêmio Porto Alegre | 0                   | 2                   |   |                  |                  |                  |  |  |              |              |              |  |  |        |        |
|  | Grêmio               | Grêmio Porto Alegre | 0                   | 2                   | 2 | 3                |                  |                  |  |  |              |              |              |  |  |        |        |
|  | Grêmio               |                     |                     |                     | 2 | 3                |                  |                  |  |  |              |              |              |  |  |        |        |
|  | Libertad             | 0                   | 0                   |                     |   |                  |                  |                  |  |  |              |              |              |  |  |        |        |
|  | Libertad             | 0                   | 0                   | Grêmio Porto Alegre | 1 | 0                |                  |                  |  |  |              |              |              |  |  |        |        |
|  |                      |                     |                     | Grêmio Porto Alegre | 1 | 0                |                  |                  |  |  |              |              |              |  |  |        |        |
|  |                      | CR Flamengo         | 1                   | 5                   |   |                  |                  |                  |  |  |              |              |              |  |  |        |        |
|  | Emelec               | CR Flamengo         | 1                   | 5                   | 2 | 0 (2)            |                  |                  |  |  |              |              |              |  |  |        |        |
|  | Emelec               |                     |                     |                     | 2 | 0 (2)            |                  |                  |  |  |              |              |              |  |  |        |        |
|  | Flamengo             | 0                   | 2 (4)               |                     |   |                  |                  |                  |  |  |              |              |              |  |  |        |        |
|  | Flamengo             | 0                   | 2 (4)               | CR Flamengo         | 2 | 1                |                  |                  |  |  |              |              |              |  |  |        |        |
|  |                      |                     |                     | CR Flamengo         | 2 | 1                |                  |                  |  |  |              |              |              |  |  |        |        |
|  |                      | SC Internacional    | 0                   | 1                   |   |                  |                  |                  |  |  |              |              |              |  |  |        |        |
|  | Nacional             | SC Internacional    | 0                   | 1                   | 0 | 0                |                  |                  |  |  |              |              |              |  |  |        |        |
|  | Nacional             |                     |                     |                     | 0 | 0                |                  |                  |  |  |              |              |              |  |  |        |        |
|  | Internacional        | 1                   | 2                   |                     |   |                  |                  |                  |  |  |              |              |              |  |  |        |        |
|  | Internacional        | 1                   | 2                   |                     |   |                  |                  |                  |  |  |              |              |              |  |  |        |        |

• Note 1 : L'équipe indiquée en première position de chaque match joue le match aller à domicile.

#### Huitièmes de finale
| Équipe               | Aller | Total           | Retour | Équipe           |
| -------------------- | ----- | --------------- | ------ | ---------------- |
| River Plate          | 0 - 0 | 0 - 0 4 - 2 tab | 0 - 0  | Cruzeiro EC      |
| CA San Lorenzo       | 0 - 0 | 1 - 2           | 1 - 2  | Cerro Porteño    |
| LDU Quito            | 3 - 1 | 4 - 2           | 1 - 1  | Club Olimpia     |
| Athletico Paranaense | 0 - 1 | 0 - 3           | 0 - 2  | Boca Juniors     |
| Godoy Cruz           | 2 - 2 | 2 - 6           | 0 - 4  | SE Palmeiras     |
| Grêmio Porto Alegre  | 2 - 0 | 5 - 0           | 3 - 0  | Club Libertad    |
| CS Emelec            | 2 - 0 | 2 - 2 2 - 4 tab | 0 - 2  | CR Flamengo      |
| Club Nacional        | 0 - 1 | 0 - 3           | 0 - 2  | SC Internacional |

#### Quarts de finale
| Équipe              | Aller | Total | Retour | Équipe           |
| ------------------- | ----- | ----- | ------ | ---------------- |
| River Plate         | 2 - 0 | 3 - 1 | 1 - 1  | Cerro Porteño    |
| Grêmio Porto Alegre | 0 - 1 | 2 - 2 | 2 - 1  | SE Palmeiras     |
| CR Flamengo         | 2 - 0 | 3 - 1 | 1 - 1  | SC Internacional |
| LDU Quito           | 0 - 3 | 0 - 3 | 0 - 0  | Boca Juniors     |

#### Demi-finales
| Équipe              | Aller | Total | Retour | Équipe       |
| ------------------- | ----- | ----- | ------ | ------------ |
| River Plate         | 2 - 0 | 2 - 1 | 0 - 1  | Boca Juniors |
| Grêmio Porto Alegre | 1 - 1 | 1 - 6 | 0 - 5  | CR Flamengo  |

#### Finale
| Match 155                             | CR Flamengo       | 2 - 1   | River Plate | Estadio Monumental, Lima  |                           |
| 23 novembre 2019 15:00 (heure locale) | Gabriel 89e 90+2e | (0 - 1) | 14e Borré   | Arbitrage : Roberto Tobar | Arbitrage : Roberto Tobar |
| 23 novembre 2019 15:00 (heure locale) | Rapport           |         |             | Arbitrage : Roberto Tobar | Arbitrage : Roberto Tobar |